# Alex Arias

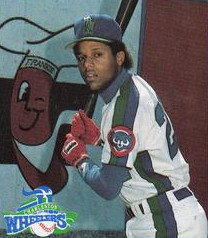
Alex Arias, em uniforme do Charleston Wheelers, 1988.

Alejandro Arias, mais conhecido como Alex Arias, é um ex-jogador profissional de beisebol norte-americano.

## Carreira
Alex Arias foi campeão da World Series 1998 jogando pelo Florida Marlins. Na série de partidas decisiva, sua equipe venceu o Cleveland Indians por 4 jogos a 3.